# カンピドリオ

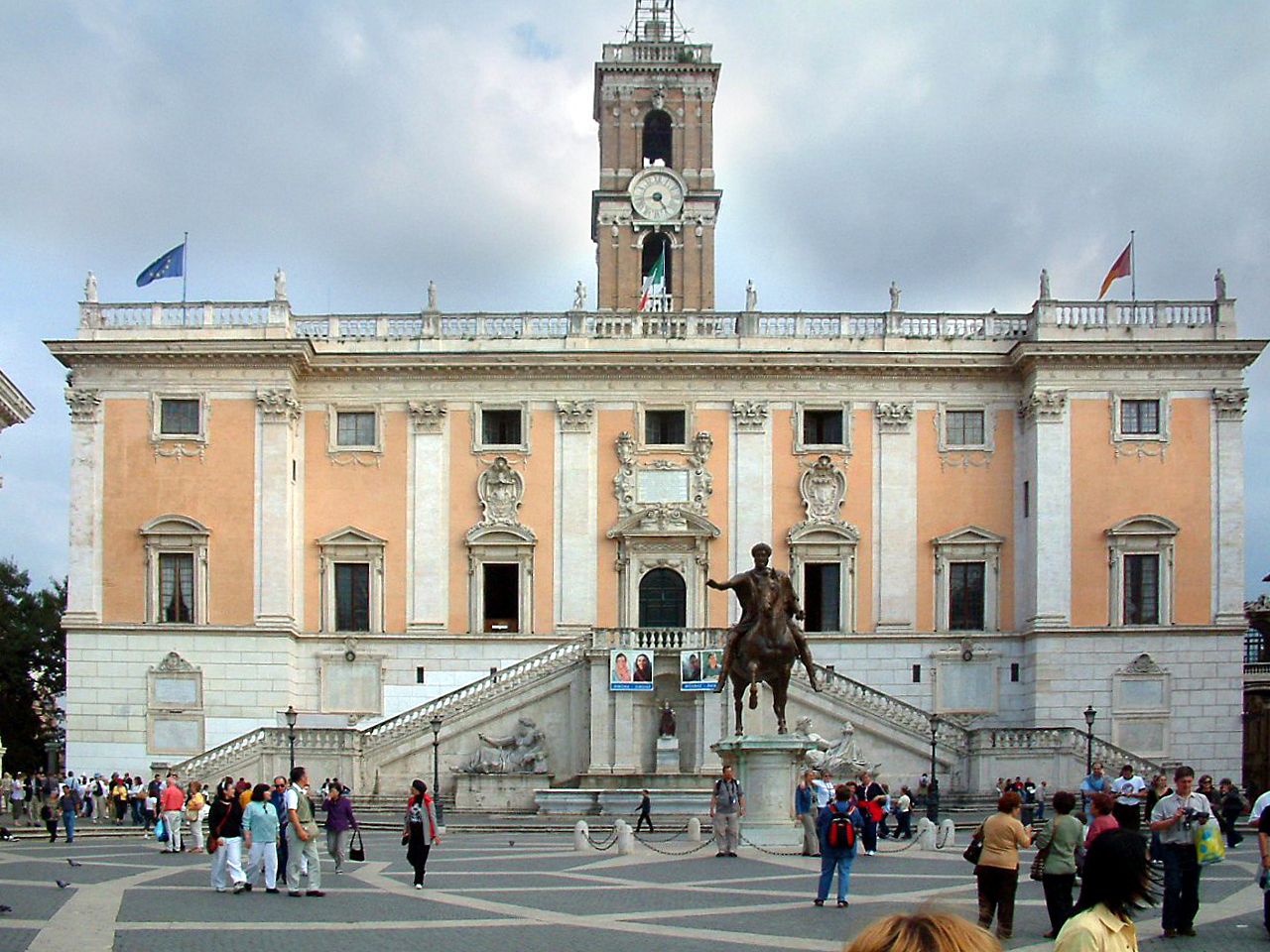
カンピドリオ広場

カンピドリオ (Campidoglio) は、ローマの七丘の一つである。カピトリーノ (Capitolino) ともいい、古代ローマ時代にはラテン語でカピトリヌス (Capitolinus) と呼ばれた。
この丘は、ローマの七丘でも最も高い丘で、ローマ神の最高神であったユーピテルやユーノーの神殿（ユピテル・オプティムス・マキシムス、ユーノー、ミネルウァ神殿）があり、ローマの中心であり、現在もローマ市庁舎が位置する。

## カンピドリオ広場
現在のカンピドリオの丘頂上には、ミケランジェロ・ブオナローティが設計したカンピドリオ広場（Piazza del Campidoglio）が位置する。広場の中央にはマルクス・アウレリウス帝の騎馬像が据えられ、その周囲はカピトリーノ美術館、コンセルヴァトーリ宮殿などの歴史的建造物群によって荘厳に取り囲まれている。また、広場の南東、ヴェネツィア広場に面する位置には、ヴィットーリオ・エマヌエーレ2世記念堂がカンピドリオの丘に背を向ける形で屹立している。

ミケランジェロは、カンピドリオ広場の設計において、形状の異なる複数の建物を単一の明確な対称軸線上に統合するという革新的な手法を用いた。これにより、建築史上初となるバロック様式の広場が創案された。この独創的なランドスケープデザインの手法は、後にミケランジェロの意匠を受け継いだジャン・ロレンツォ・ベルニーニによって、サン・ピエトロ広場の設計において、より明確な形で具体化されることとなる。

## ギャラリー

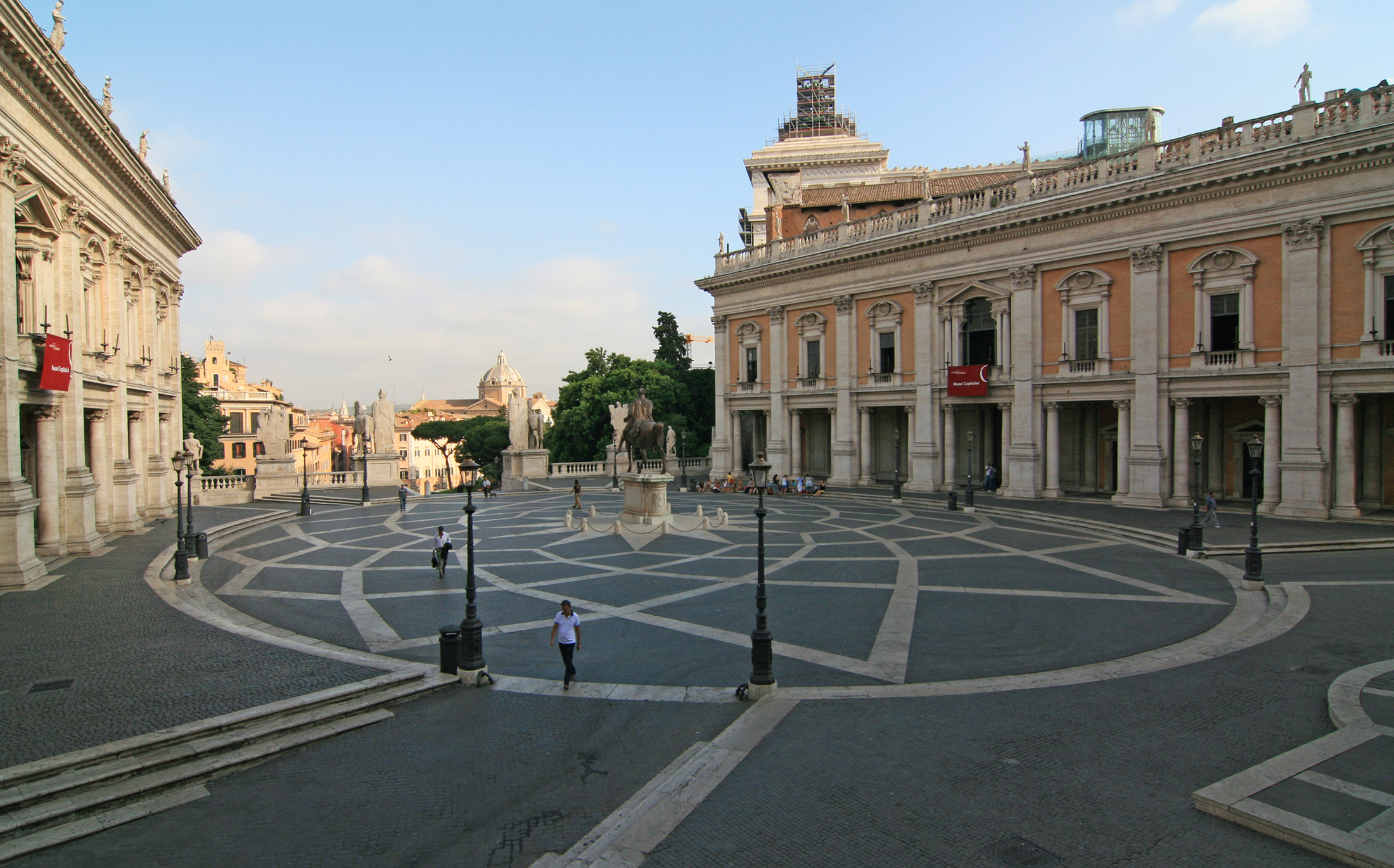
モザイクの床
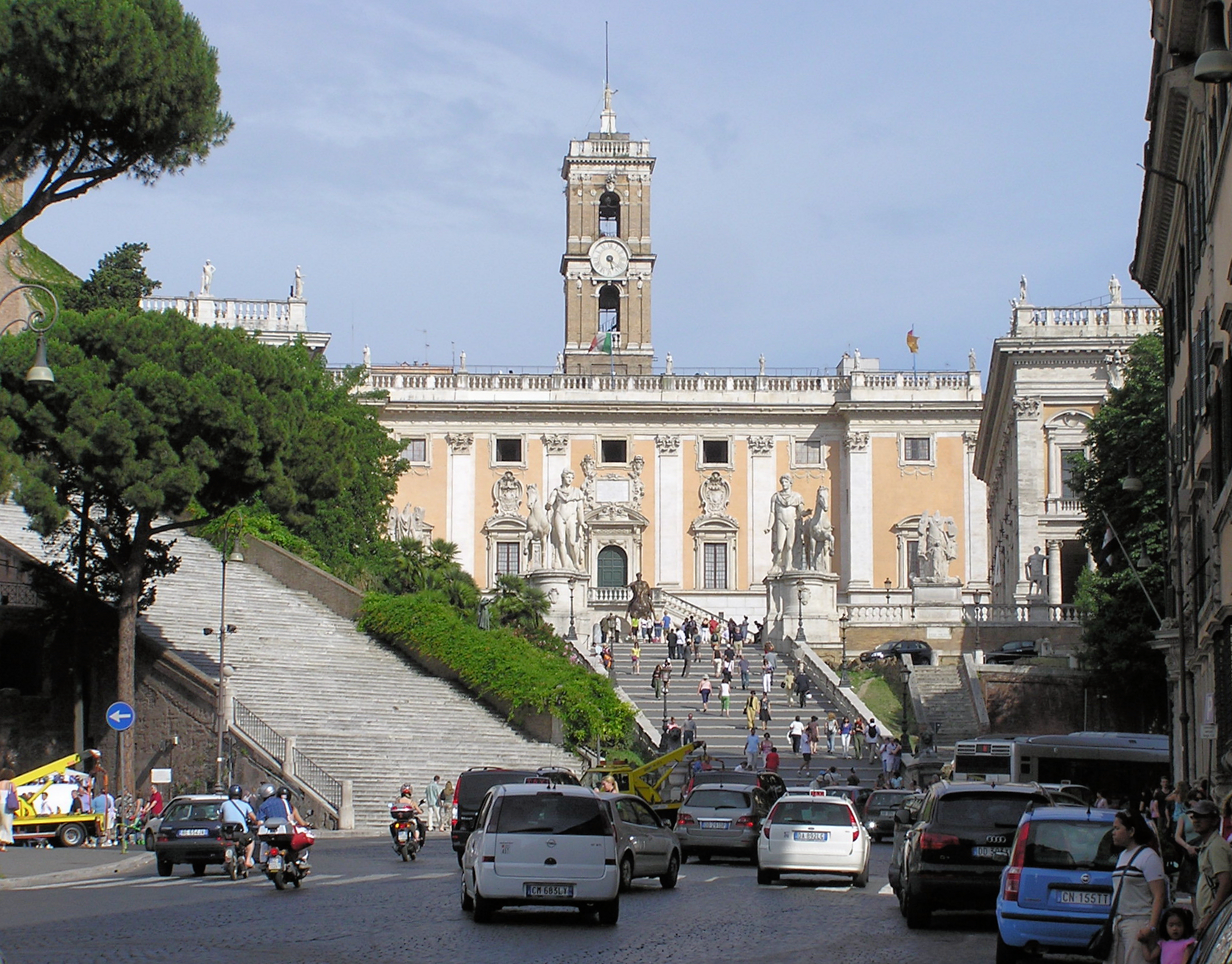
カンピドリオを見上げて
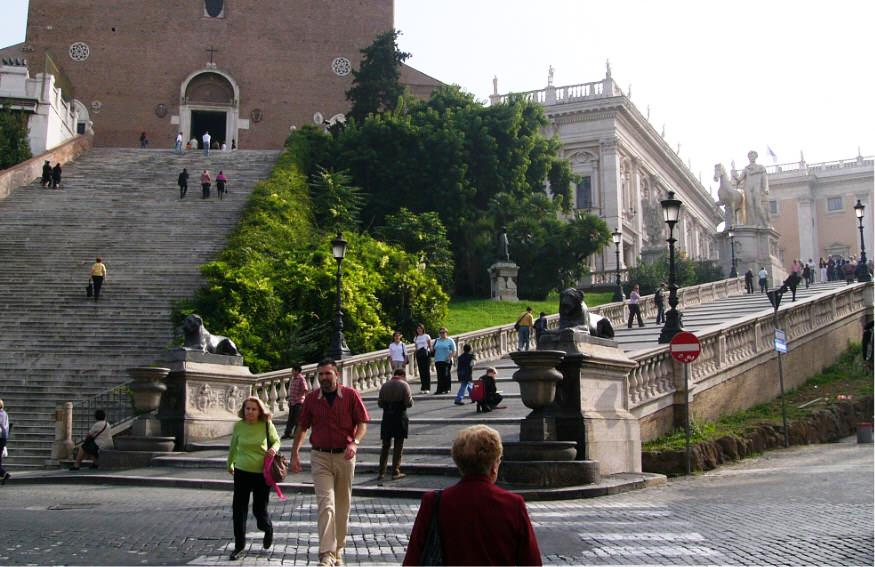
サンタ・マリア教会へ続く階段
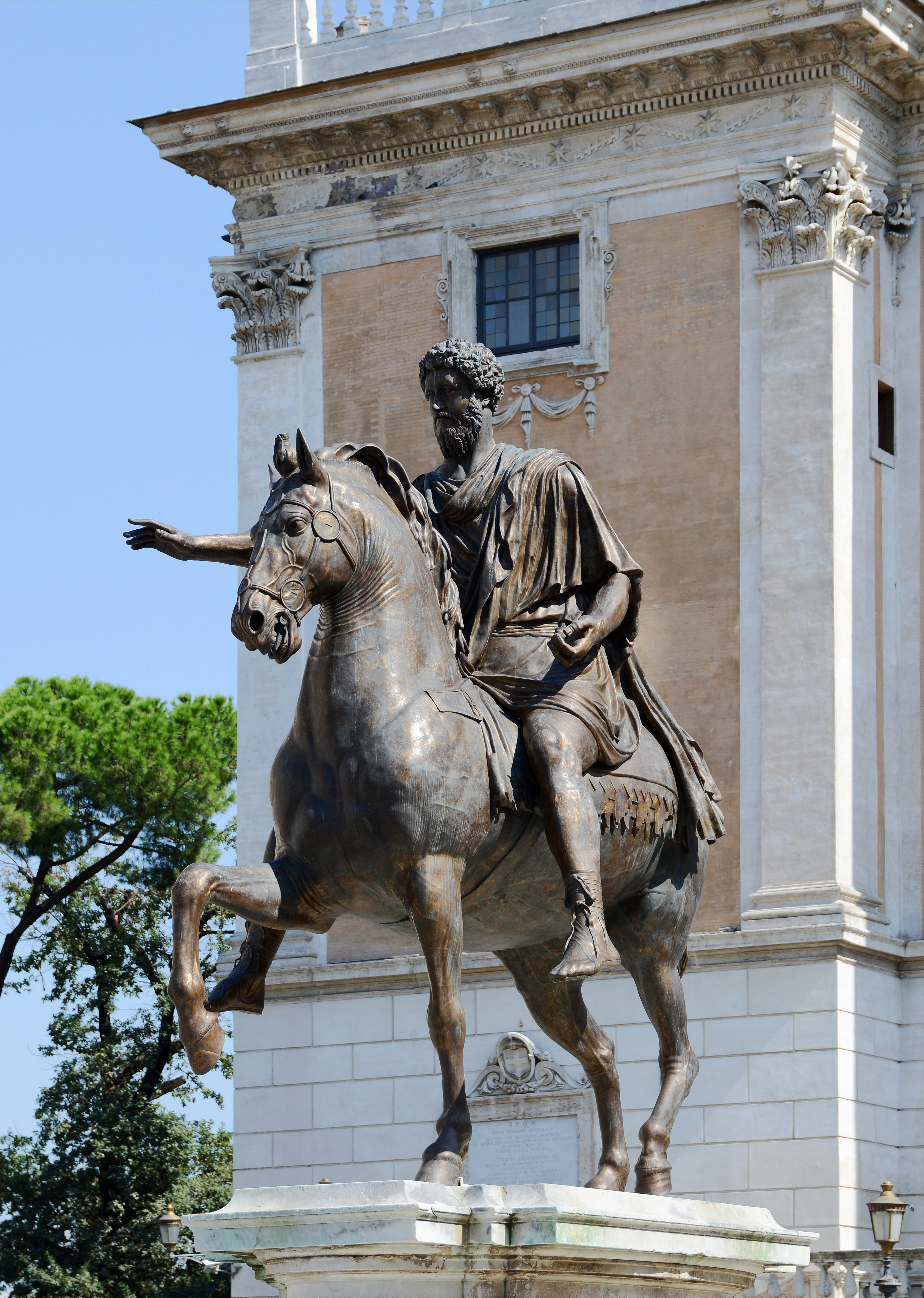
マルクス・アウレリウス像 (複製)

## ローマの七つの丘
紀元前31年のローマの地図上に示した、ローマの七丘およびその他の主要地形の名称。都市を囲む黒点線はセルウィウス城壁
初期ローマの七丘
都市ローマ成立前に人が定住したと伝えられる七丘で、オッピウス（オッピオ）、パラティウム（パラティーノの東側）、ウェリア（ヴェーリア）、ファグタル（オッピオの一部）、ケルマルス（パラティーノの西側）、カエリウス（チェリオ）、キスピウスの7つである。
※カッコ内は現代のイタリア語での表記。
ローマの七丘

都市ローマの起源となったローマの七丘は、アウェンティヌス（アヴェンティーノ）、カピトリヌス（カンピドリオ）、カエリウス（チェリオ）、エスクイリヌス（エスクイリーノ）、パラティヌス（パラティーノ）、クイリナリス（クイリナーレ）、ウィミナリス（ヴィミナーレ）の7つである。
※カッコ内は現代のイタリア語での表記。
現代のローマ七丘
アウェンティヌス（アヴェンティーノ）、カピトリヌス（カンピドリオ）、パラティヌス（パラティーノ）、クイリナリス（クイリナーレ）、ホルトゥロルム（ピンチョ）、ヤニクルム（ジャニコロ）、オッピウス（オッピオ）の7つである。
※カッコ内は現代のイタリア語での表記。